# Šymkent
Šymkent (kazašsky Шымкент), před rokem 1993 známý pod jménem Čimkent (rusky Чимкент), je město obklopené Turkestánskou oblastí, která je nejvíce obydlenou částí Kazachstánu. S počtem téměř 1,1 milionu obyvatel je Šymkent třetí největší město Kazachstánu. Od roku 2018 má postavení „města celorepublikového významu“. Je významnou stanicí na Turkestánsko-sibiřské dráze a také přirozeným kulturním centrem. Letecké spojení zajišťuje Šymkentské mezinárodní letiště. Město se nachází 690 km západně od Almaty a 120 km severně od Taškentu.

## Územněsprávní členění
Město bylo poprvé rozčleněno na nižší správní jednotky (rajóny) v roce 1945, kdy byly zřízeny tři: Centralnyj, Železnodorožnyj a Zavodskij.
Nejnověji je rozčleněno na čtyři rajóny:
| №  | jméno          | obyvatel | rozloha (km²) |
| -- | -------------- | -------- | ------------- |
| 01 | Abajskij       | 219 622  | 497,04        |
| 02 | Al-Farabijskij | 156 383  | 143,8         |
| 03 | Jenbekšinskij  | 285 460  | 206,6         |
| 04 | Karatauskij    | 213 035  | 322,56        |
|    | celkem         | 874 500  | 1170          |

První tři rajóny byly zřízeny v sovětských časech, čtvrtý (Karatauskij) byl vytvořen v roce 2014 v souvislosti s přičleněním území sousedních rajónů k Šymkentu.

## Historie
Město vzniklo ve 12. století na Hedvábné stezce z Číny do Přední a Střední Asie. V 2. polovině 19. století bylo město připojeno k Ruské říši. Před Velkou říjnovou socialistickou revolucí byl Šymkent jen malý městečkem. Za sovětské vlády se začal rychle rozvíjet těžební průmysl a zpracování polymetalických rud a fosforitů.

## Významní rodáci
Alexandr Nigmatulin, kazašský reprezentant ve sportovním lezení

### Související kategorie
- Kategorie:Narození v Šymkentu

## Partnerská města
- Adana, Turecko
- Grosseto, Itálie
- Hurghada, Egypt
- Chudžand, Tádžikistán
- İzmir, Turecko
- Mohylev, Bělorusko
- Pattaya, Thajsko
- Stevenage, Spojené království